# Perenivka, Rohatîn
Perenivka (în ucraineană Перенівка) este un sat în comuna Pidvînnea din raionul Rohatîn, regiunea Ivano-Frankivsk, Ucraina.

## Demografie
Componența lingvistică a localității Perenivka
     Ucraineană (99,39%)
     Alte limbi (0,61%)
Conform recensământului din 2001, majoritatea populației localității Perenivka era vorbitoare de ucraineană (99,39%), existând în minoritate și vorbitori de alte limbi.